# ديان سافيتشيفيتش
ديان سافيدجيفيدج من مواليد 15 سبتمبر 1966 في تيتوغراد في مونتينيغرو، لاعب كرة قدم سابق، بدأ مسيرته الكروية وهو في عمر 15 عاما في عام 1982 في نادي بودونكوست تيتوغراد، ولعب لهم لمدة ستة سنوات، شارك فيها في 130 مباراة واستطاع أن يسجل 36 هدفا، وفي موسم 1988/1989 دخل ضمن التجنيد في الجيش اليوغسلافي السابق، وعندما عاد في موسم 1989/1990 انضم إلى نادي النجم الأحمر، واستطاع أن يلعب معه 72 مباراة سجل فيها 23 هدفا. في عام 1992 انضم إلى نادي إيه سي ميلان الإيطالي، ولعب معه 97 مباراة استطاع أن يسجل فيها 20 هدفا، ثم ترك الفريق في يونيو من عام 1998، وظل بلا فريق حتى يناير 1999 عندما عاد إلى ناديه السابق نادي النجم الأحمر، حيث لعب له لمدة سته أشهر فقط، شارك خلالها بثلاثة مباريات ولم يسجل أي هدف، وفي عام 1999 انتقل إلى نادي رابيد ولين حيث لعب له حتى عام 2001، وشارك مع النادي في 44 مباراة وسجل 18 هدفا، وبعدها اعتزل كرة القدم كلاعب.
و بعد أن اعتزل كرة القدم، اختير ليصبح مدربا لمنتخب صربيا والجبل الأسود لكرة القدم، ولكنه أقيل بعد الخسارة غير المتوقعة أمام منتخب أذربيجان لكرة القدم بنتيجة 1-2 في تصفيات كأس الأمم الأوروبية لكرة القدم 2004.

## مسيرته الكروية
لعب ديان سافيتشيفيتش خلال مسيرته الاحترافية مع 4 أندية في تسعة عشر موسمًا وسجل خلالها 96 هدفًا ضمن 347 مباراة. حيث فاز في موسمين بالكأس وفي ستة مواسم بالدوري.
خاض ديان سافيتشيفيتش مسيرته مع نادي بودوتشنوست بودغوريتسا في موسم 1982–83 ليلعب معه ستة مواسم، مشاركًا في 131 مباراة سجل خلالها 35 هدفًا. ثم انتقل إلى نادي النجم الأحمر بلغراد في موسم 1988–89 في المرة الأولى ليلعب معه أربعة مواسم ثم في موسم 1998–99 لمدة موسم واحد، حيث شارك طوالها في 75 مباراة سجل خلالها 23 هدفًا. لينتقل بعدها إلى نادي إيه سي ميلان في موسم 1992–93 ليلعب معه ستة مواسم، مشاركًا في 97 مباراة سجل خلالها 20 هدف. ثم انتقل إلى نادي رابيد فيينا في موسم 1999–00 ولمدة موسمين، مشاركًا في 44 مباراة سجل خلالها 18 هدفًا.

## روابط خارجية
- ديان سافيتشيفيتش على موقع الاتحاد الدولي (مؤرشف)  (الإنجليزية)
- ديان سافيتشيفيتش على موقع الاتحاد الأوربي (الإنجليزية)
- ديان سافيتشيفيتش على موقع قاعدة بيانات كرة القدم.إي يو (الإنجليزية)
- ديان سافيتشيفيتش على موقع ناشيونال فوتبول تيمز (الإنجليزية)
- ديان سافيتشيفيتش على موقع عالم كرة القدم.نت (الإنجليزية)